# 김성동 (1954년)
김성동(金盛東, 1954년 10월 26일~)은 대한민국의 정치인이다. 제18대 국회의원과 국회의장비서실장을 지냈다. 김수한 제15대 국회의장의 아들이다.

## 학력
- 1967년: 서울은로초등학교 졸업
- 1970년: 휘문중학교 졸업
- 1973년: 휘문고등학교 졸업
- 1977년: 고려대학교 정치외교학 학사
- 1980년: 빌라노바 대학교 대학원 국제정치학 석사

## 경력
- 2005: 한나라당
- 2006: 여의도연구원 정책자문위원
- 2006: 5.18 민주화재단 이사
- 2007: 한세대학교 사회과학부 교수
- 2008~2012: 제18대 국회의원
- 2010: 문화체육관광방송통신위원회 위원
- 2010: 한나라당 인권위원회 위원
- 2012: 새누리당 통일위원회 위원장
- 2014~2015: 제28대 국회의장비서실장
- 2017: 바른정당 사무총장
- 2018: 바른미래당 사무부총장
- 2022~: (사)새한국의비전 원장

## 가족 관계
- 아버지: 김수한 - 제15대 국회의장
- 어머니: 신영자
  - 이모부: 김우경 - 김춘희 증손자, 제6·7대 국회의원
    - 배우자: 성주 이씨
      - 슬하 1남

    - 첫째 여동생: 김향
    - 첫째 매제: 함희원
    - 둘째 여동생: 김숙향
    - 둘째 매제: 장성수

## 수상 경력
- 2011년 제1회 대한민국 국회의원 의정대상
- 2011년 국정감사 NGO 모니터단 국정감사 우수의원
- 2011년 한나라당 국정감사 최우수의원

## 역대 선거 결과
| 실시년도 | 선거  | 대수 | 직책     | 선거구   | 정당     | 득표수      | 득표율         | 순위          | 당락 | 비고       |
| -------- | ----- | ---- | -------- | -------- | -------- | ----------- | -------------- | ------------- | ---- | ---------- |
| 2008년   | 총선  | 18대 | 국회의원 | 비례대표 | 한나라당 | 6,421,727표 | \| \| 37.4% \| | 비례대표 24번 |      | 초선, 승계 |
|          | 37.4% |      |          |          |          |             |                |               |      |            |